# Alasdair MacIntyre

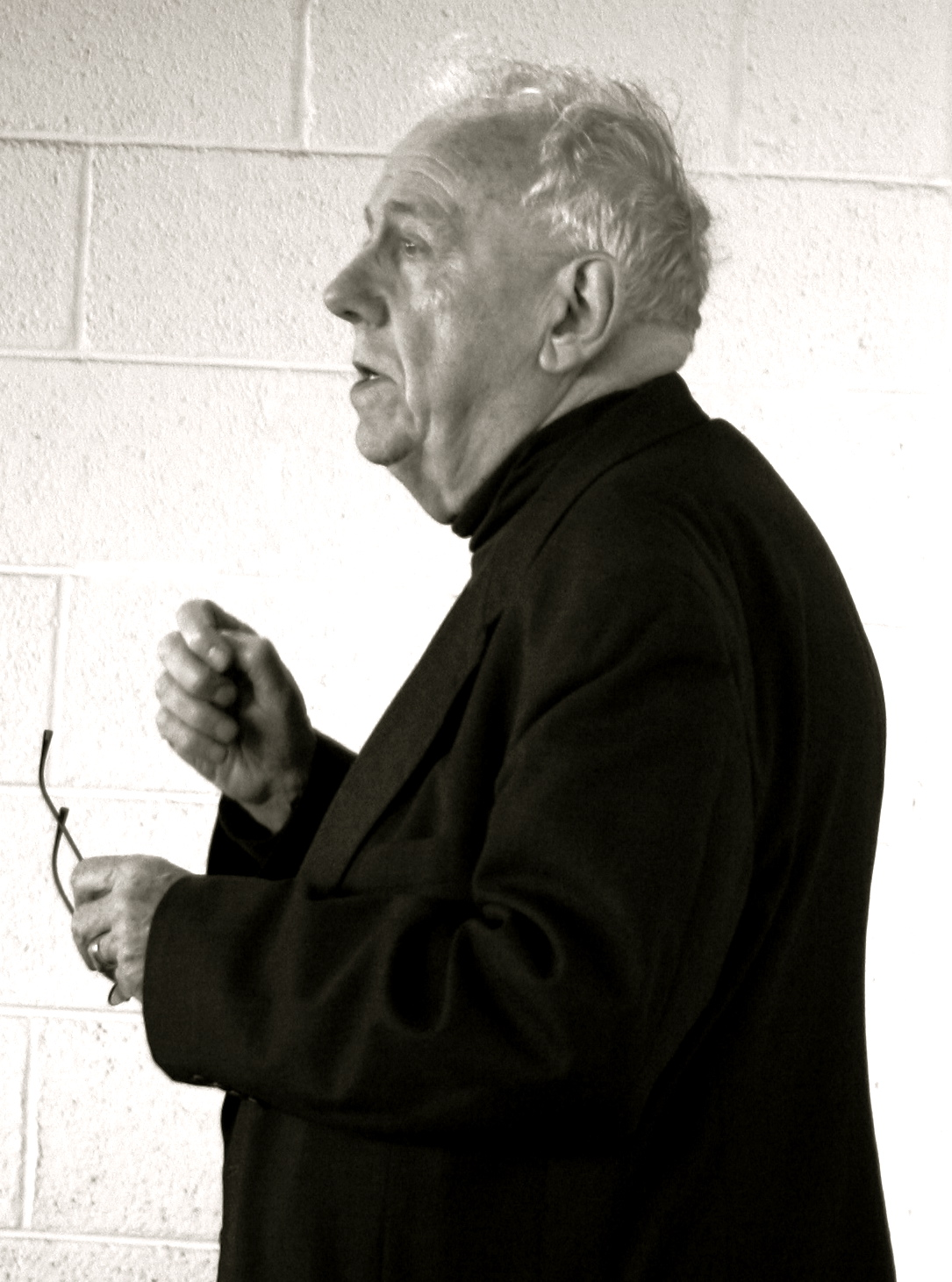
Alasdair MacIntyre

Alasdair Chalmers MacIntyre (Glasgow, 12 januari 1929 – South Bend (Indiana), 21 mei 2025) was een Britse filosoof die voornamelijk bekendstaat vanwege zijn bijdrage aan de moraalfilosofie en de politieke filosofie. Daarnaast heeft hij ook gepubliceerd op het gebied van de geschiedenis van de filosofie en theologie. In zijn moraalfilosofie, en met name in zijn bekendste werk After Virtue (1981) bekritiseert hij de moderne ethische theorieën en pleit voor een heropleving van de deugdethiek. In zijn politieke denken agiteert hij sterk tegen het liberalisme, voornamelijk tegen het individualisme dat ermee samengaat.

## Biografie
MacIntyre heeft zijn Bacheloropleiding genoten aan Queen Mary College van de University of London, en heeft een Mastergraad van de University of Manchester. In 1951 begon hij als docent aan de University of Manchester. Hij heeft in Groot-Brittannië ook gewerkt aan de Universiteit van Leeds, de Universiteit van Essex en de Universiteit van Oxford. In 1969 verhuisde hij naar de Verenigde Staten. Daar heeft hij de volgende universitaire posities bekleed:  
- Professor of History and Ideas, Brandeis University (1969 or 1970),
- Dean of the College of Arts and Professor of Philosophy, Boston University, (1972),
- Henry Luce Professor, Wellesley College (1980),
- W. Alton Jones Professor, Vanderbilt University (1982),
- Professor of Philosophy, University of Notre Dame (1985),
- Professor of Philosophy, Vanderbilt University (1985),
- Visiting scholar, Whitney Humanities Center, Yale University (1988),
- McMahon-Hank Professor of Philosophy, Notre Dame (1989),
- Arts & Sciences Professor of Philosophy, Duke University (1995–1997),
- Rev. John A. O'Brien Senior Research Professor, University of Notre Dame (2000 tot 2006).

Daarnaast is hij gasthoogleraar geweest op Princeton University, en voorzitter van de American Philosophical Association. In april 2005 werd hij gekozen lid van de American Philosophical Society.
Hij trouwde drie keer. Van 1953 tot 1963 was hij getrouwd met Ann Peri, met wie hij twee dochters kreeg. Van 1963 tot 1977 was hij getrouwd met Susan Willans, met wie hij een zoon en een dochter kreeg. Vanaf 1977 was hij getrouwd met de filosoof Lynn Joy.

## Filosofie

### Marxisme
MacIntyres eerste boek was Marxism: An Interpretation (1953) waarin hij zowel stelde dat hij marxist als christen was. Belangrijk binnen deze vroege marxistische periode is het artikel Notes from the Moral Wilderness waarin hij worstelt met het stalinisme, waarvan hij overtuigd is dat het onaanvaardbaar is, maar anderzijds ook stelt dat de liberale traditie geen afdoend alternatief heeft. Deze afwijzing en argumenten tegen het liberalisme zullen een permanente rol blijven spelen binnen MacIntyres filosofie.
Daarnaast is ook "The Theses on Feuerbach: A Road Not Taken" van belang. Hierin stelt hij dat Karl Marx in zijn latere economische fase zich niet kon verzoenen met enkele cruciale inzichten van zijn eerder filosofisch werk. De Marx die MacIntyre dan ook cruciaal vindt, is niet Marx de econoom, maar Marx de filosoof: verwijten aan het adres van Marx' economische inzichten of het latere marxisme, of kritiek op het falen van communistische regimes zijn dus grotendeels irrelevant voor het al dan niet verwerpen van Marx' filosofie. Later, in 1968, wanneer hij een herziene uitgave van dit werk onder de titel Marxism and Christianity uitbrengt, is het duidelijk voor hem dat hij geen marxist of christen meer is.

### Deugdethiek
Tegen de tijd dat hij het marxisme achter zich had gelaten, publiceerde hij zijn wellicht bekendste werk After Virtue (1981). Hierin zet hij een kritiek uiteen op het project van de Verlichting dat er volgens hem niet in slaagt een rationele rechtvaardiging voor de ethiek te formuleren. Dit komt bijvoorbeeld goed naar voren in het amoralisme van Friedrich Nietzsche. Hiermee wil hij weliswaar niet de hele Verlichting verwerpen, want hij is nog positief over zekere elementen ervan.
Door het lezen van het werk van Thomas Kuhn en Imre Lakatos over wetenschapsfilosofie en epistemologie kwam hij tot de conclusie dat sommige filosofische problemen alleen door een radicale perspectiefwisseling konden worden opgelost. Het probleem van het moderne project van de ethiek lag volgens MacIntyre in het feit dat men de moraal wilde rechtvaardigen los van enige context waarbinnen zij zinvol is. Context kan volgens hem alleen gegeven worden door een teleologisch mensbeeld, waarin onderscheid wordt gemaakt tussen hoe mensen zijn en hoe mensen zouden kunnen zijn als ze hun morele doelen zouden realiseren. Hij beroept zich dan ook op de klassieke teleologische traditie van Aristoteles en Thomas van Aquino. Dit komt bijvoorbeeld sterk naar voren in Whose Justice? Which Rationality? (1988), Three Rival Versions of Moral Enquiry (1990) en Dependent Rational Animals: Why Human Beings Need the Virtues (1999).
Hiermee werd MacIntyre dus een van de voornaamste moderne verdedigers van de deugdethiek. Zoals eerder gesteld betoogt hij dat moraliteit te maken heeft met de juiste gerichtheid van de mens op zijn doel om zo het "goede leven" te leiden. MacIntyre wil aantonen dat het juiste oordeel voortkomt uit het oprecht deugdzaam karakter van een persoon. Een goed persoon zijn heeft dan ook niets te maken met het volgen van de juiste formele regels. Het belangrijke is het juiste doen binnen de concrete praktijk, eerder dan de praktijkonafhankelijke plicht volgen (deontologie) of de gevolgen in acht nemen (consequentialisme). Een deugd definieert MacIntyre als "an acquired human quality the possession and exercise of which tends to enable us to achieve those goods which are internal to practices and the lack of which effectively prevents us from achieving any such goods." Met deze "goods which are internal to practices" bedoelt hij die zaken die enkel verkregen kunnen worden binnen een bepaalde praktijk, in tegenstelling tot geld of prestige - externe goederen - die op een oneindig aantal verschillende manieren verkregen kunnen worden.

### Criticus van het liberalisme
MacIntyre formuleert in zijn werk verscheidene kritieken op het liberalisme. Over wat dit liberalisme nu net inhoudt, schrijft hij het volgende: 
"Liberalism, as I have understood it in this book, does of course appear in contemporary debates in a number of guises and in so doing is often successful in preempting the debate by reformulating quarrels and conflicts with liberalism, so that they appear to have become debates within liberalism, putting in question this or that particular set of attitudes or policies, but not the fundamental tenets of liberalism with respect to individuals and the expression of their preferences. So so-called conservatism and so-called radicalism in these contemporary guises are in general mere stalking-horses for liberalism: the contemporary debates within modern political systems are almost exclusively between conservative liberals, liberal liberals, and radical liberals. There is little place in such political systems for the criticism of the system itself, that is, for putting liberalism in question."
Drie belangrijke verwijten aan het adres van het liberalisme kunnen als volgt geformuleerd worden:
1. Liberalisme houdt in dat vakbonden zich moeten inpassen in het kapitalistisch systeem en in de parlementaire politiek. Dit ondermijnt echter de betekenis van arbeid en de arbeiders, en reduceert ze tot een louter instrument binnen het kapitalistisch systeem.
2. Liberalisme is een politiek van de elite en sluit het merendeel van de bevolking uit om aan het politieke te participeren.
3. Liberalisme vat de politieke gemeenschap en de staat louter als middelen op om aan de individuele wensen van de burgers tegemoet te komen, maar daardoor reikt het ook nooit verder dan dit individualisme en heeft het geen oog voor het gemeenschappelijk goed.

In een latere lezing, Is Patriotism a Virtue? (1984) stelt hij bovendien dat het overleven van een staat afhankelijk is van de bereidheid van sommige burgers om hun leven te wagen voor de rest. Dit is volgens MacIntyre echter een element dat niet te begrijpen valt vanuit het individualisme van het liberalisme.
Dat hij kritiek heeft op het liberalisme, wil echter nog niet zeggen dat hij conservatief is, een label dat hij stellig ontkent. Ook wil dit niet zeggen dat hij tegen de vrije markt is. Hij staat positief tegenover de vrije markt, maar stelt dat het hedendaagse liberalisme er niet in slaagt om een vrije markt te creëren op een grotere schaal dan die van relatief kleine gemeenschappen. Het grootste gevaar van het kapitalisme is echter, volgens MacIntyre, dat ze de mensen niet aanleert dat te nemen dat ze verdienen, maar gewoon zoveel ze kunnen. Het gevaar schuilt met andere woorden in pleonexia: de ondeugd van het steeds meer willen, de negatieve oneindigheid.
De hedendaagse naties tonen zich als verdedigers van het kapitalisme, liberalisme en individualisme. Dat we in een democratie leven, is volgens MacIntyre niet waar, maar slechts schijn. In feite leven we in een oligarchie die doet uitschijnen alsof ze een democratie is. Het lijkt alsof we als vrije burgers volledig kunnen kiezen wie ons moet representeren, maar in werkelijkheid moeten we kiezen tussen strak afgelijnde alternatieven zo gedefinieerd door de elite zelf die in feite allemaal varianten van het liberalisme zijn: zelfs kritische posities tegenover het liberalisme worden uiteindelijk omgebogen tot posities binnen dit liberalisme zelf. Op deze wijze ontkent hij ook het label communitarisme voor zichzelf, ondanks het feit dat hij anti-individualist is en de nadruk legt op de gemeenschappelijke goederen, omdat hij ervan overtuigd is dat het communitarisme geen alternatief van het liberalisme is, maar zelf een vorm van liberalisme.
Een andere kritiek die MacIntyre levert op de moderne natiestaat is dat die zijn politieke element op een te hoog niveau organiseert. Goede politiek moet zich situeren op kleinschalig niveau, opdat iedereen gehoord kan worden en men elkaars karakter kan beoordelen. De hedendaagse politiek slaagt daar echter geheel niet in. Hij pleit dus voor wat hij noemt "politiek van de lokale gemeenschap" (politics of the local community). Deze kleine gemeenschappen moeten zich echter constant verdedigen en afzetten tegen de kapitalistische vrije markt en de liberale natiestaten omdat deze net zo geconstrueerd zijn dat ze deze lokale politiek onderuithalen.
MacIntyre overleed 21 mei 2025 op 96-jarige leeftijd.

## Lijst van werken
- 1953. Marxism: An Interpretation
- 1955. New Essays in Philosophical Theology
- 1958. The Unconscious: A Conceptual Analysis
- 1959. Difficulties in Christian Belief
- 1965. Hume's Ethical Writings
- 1966. A short history of ethics :a history of moral philosophy from the Homeric age to the twentieth century (Ned. vert. Geschiedenis van de ethiek : 25 eeuwen moraalfilosofie in kort bestek, Boom Meppel, 1974)
- 1967. Secularization and Moral Change. The Riddell Memorial Lectures
- 1969. The Religious Significance of Atheism (met Paul Ricoeur)
- 1970. Herbert Marcuse: An Exposition and a Polemic
- 1970. Marcuse
- 1971. Against the Self-Images of the Age: Essays on Ideology and Philosophy
- 1981/2007. After Virtue (versie uit 2007 in 2023 door Willem Visser vertaald als Na de deugd ISBN 9789025911652)
- 1988. Whose Justice? Which Rationality?
- 1990. Three Rival Versions of Moral Enquiry. The Gifford Lectures
- 1990. First Principles, Final Ends, and Contemporary Philosophical Issues
- 1995. Marxism and Christianity
- 1998. The MacIntyre Reader
- 1999. Dependent Rational Animals: Why Human Beings Need the Virtues
- 2002. Kierkegaard After Macintyre: Essays on Freedom, Narrative, and Virtue (met Anthony Rudd en John Davenport).
- 2005. Edith Stein: A Philosophical Prologue, 1913-1922
- 2006. The Tasks of Philosophy: Selected Essays, Volume 1
- 2006. Ethics and Politics: Selected Essays, Volume 2
- 2006. The End of Education: The Fragmentation of the American University
- 2008  Alasdair MacIntyre's Early Marxist Writings: Essays and Articles 1953-1974
- 2009. God, philosophy, universities: A Selective History of the Catholic Philosophical Tradition
- 2009. Living Ethics
- 2016. Ethics in the Conflicts of Modernity: An Essay on Desire, Practical Reasoning, and Narrative